# 苏亚内勒
苏亚内勒（法語：Souilhanels，法語發音：[sujanɛl] ⓘ）是法国奥德省的一个市镇，属于卡尔卡松区。

## 地理
苏亚内勒（43°21'2"N, 1°55'7"E）面积2.72 平方千米，位于法国奧克西塔尼大區奥德省，该省份为法国南部沿海省份，北起塔恩省，西北接上加龙省，西接阿列日省，南至东比利牛斯省，东临地中海，东北与埃罗省接壤。
与苏亚内勒接壤的市镇（或旧市镇、城区）包括：卡斯泰尔诺达里、里科、苏耶、苏佩克斯。

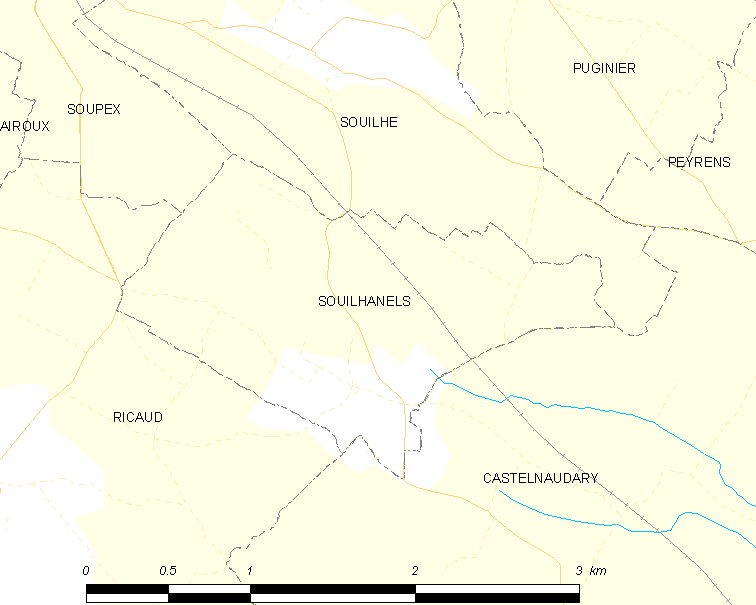
苏亚内勒的OSM定位图

苏亚内勒的时区为UTC+01:00、UTC+02:00（夏令时）。

## 行政
苏亚内勒的邮政编码为11400，INSEE市镇编码为11382。

## 政治
苏亚内勒所属的省级选区为绍里安盆地县。

## 人口

1962-2008年间苏亚内勒人口变化图示

苏亚内勒于2022年1月1日时的人口数量为356人。